# Guillermo Hoyos Osores
Guillermo Hoyos Osores (Cajamarca, 1904 - Lima, 1996) fue un escritor, periodista, diplomático y político peruano. Se destacó como editorialista en los diarios La Prensa, Jornada y Expreso, defendiendo las libertades políticas. Fue además embajador del Perú en Argentina y Venezuela, y ministro de Justicia y Culto (1968).

## Biografía
Perteneció a la Generación del 900 o del Centenario. Fue elegido diputado por Cajamarca ante el Congreso Constituyente de 1931. Fue editorialista del diario La Prensa, cuya dirección ejerció de 1939 a 1947. Desde ese diario apoyó la candidatura presidencial de José Quesada Larrea en 1939 e hizo campaña en pro de la libertad electoral. Luego fue editorialista en el diario Jornada, donde hizo campaña a favor de Ernesto Montagne Markholz y en contra de Manuel A. Odría en 1950. Más adelante, colaboró en el diario Expreso, fundado en 1961.
En 1961 pasó a ser embajador en Argentina. En 1963 se trasladó a Venezuela con la misma investidura.
En junio de 1968, bajo el primer gobierno de Fernando Belaúnde, fue nombrado Ministro de Justicia y Culto, formando parte del gabinete ministerial presidido por Oswaldo Hercelles. Uno de sus proyectos era hacer la reforma carcelaria, pero este deseo se frustró cuando el Congreso de mayoría aprista y odriísta obligó al gabinete Hercelles a renunciar, lo que se concretó el 2 de octubre de 1968. Se formó entonces otro consejo de ministros, pero en la madrugada siguiente ocurrió el golpe de Estado del general Juan Velasco Alvarado. Hoyos fue recluido temporalmente en el cuartel El Potao.
Junto a otros ministros belaundistas (Manuel Ulloa Elías y Pablo Carriquiry Maurer) se le abrió juicio por el pretendido delito de concusión, bajo el cargo de haber condonado los presuntos adeudos tributarios de la IPC. Se vio obligado a asilarse en la embajada de México. Con un salvoconducto que le otorgó el gobierno militar, salió del Perú el 29 de octubre de 1968.
Pasó a España, donde colaboró con el diario ABC de Madrid. Criticó duramente al gobierno de Velasco y aún desde el exilio sufrió el acoso de dicha dictadura, pues debió abandonar Madrid, notificado por el gobierno de Francisco Franco, en respuesta a las gestiones que hizo el embajador peruano en Madrid, el general Nicolás Lindley López. Se trasladó a Buenos Aires.
En febrero de 1977 regresó al Perú, gracias a un indulto especial concedido por el gobierno del general Francisco Morales Bermúdez. En 1980, con el retorno de la democracia en el Perú, fue designado embajador en Argentina, cargo que ejerció hasta el 28 de julio de 1985.
Fue miembro de la Academia Peruana de la Lengua.

## Publicaciones
- Siete años de desvaríos (1977)